# Wade Whaley
Wade Whaley, né le 22 février 1892 à La Nouvelle-Orléans en Louisiane et mort en février 1968 à Brooklyn, est un clarinettiste américain connu pour être un des pionniers du jazz à Los Angeles.

## Biographie
Wade commence par la contrebasse et la guitare avant de passer à la clarinette. En 1916, il suit des cours auprès de Lorenzo Tio junior à La Nouvelle-Orléans et fait ses premières apparitions au Temple Theater avec l'orchestre d'Armand J. Piron. Il joue dans divers jazzbands locaux et dans le Crescent City Orchestra de Jack Carey (1889-1934) en 1918 avec Mutt Carey, frère de Jack, et John Robichaux.
En 1917, Jelly Roll Morton fait venir Buddy Petit, Wade et Frankie Dusen à Los Angeles pour intégrer son groupe C'est là qu'ont lieu en 1918 les premiers enregistrements avec Jelly Roll Morton, Reb Spikes, Mutt Carey et Kid Ory — enregistrements considérés aujourd'hui comme introuvables. Il revient ensuite à La Nouvelle Orléans, puis en 1918, il suit Kid Ory à Los Angeles.
De 1919 à 1925, Wade joue à Los Angeles dans le groupe de Kid Ory, Orys Creole Jazz Band, avec Mutt Carey. Il ne participe cependant pas aux enregistrements de Kid pour Sunshine Records en 1921 où il est remplacé par Dink Johnson (en). À partir de 1925, alors à San Francisco, il dirige le jazzband Black & Tan Jazz Hounds (aussi appelé Black & Tan Syncopators). Au début des années 1930, il joue au Capitol Burlesque Hall de San Francisco. Vers 1934, il est employé sur un chantier naval à San José. Il dirige à cette époque son groupe à San Francisco avec Earl Watkins pour batteur. Ce n'est qu'en 1943 et 1944 qu'il participe à des enregistrements de morceaux de jazz avec Kid Ory, Floyd O'Brien (en), Fred Washington, Frank Pasley, Red Callender et Lee Young (en). Après la mort de Jimmie Noone en 1944, il lui succède à la clarinette dans l'émission radiophonique d'Orson Welles, The Orson Welles Almanac (en).

## Discographie
- Kid Ory's Creole Jazz Band - Kid Ory's Creole Jazz Band, LP, compilation, folklyric records, 1975[12].
- The Mercury All-Stars Jazz Combination - Kid Ory 1944, LP, compilation, Joy Records, 1981[12].
- Bunk Johnson - In San Francisco, CD, compilation, American Music, 1994[12].